# Der Bandit (1925)
Der Bandit (Originaltitel: The Great Divide) ist ein US-amerikanischer Stummfilmwestern aus dem Jahr 1925 von Reginald Barker mit Alice Terry, Conway Tearle und Wallace Beery in den Hauptrollen. Das Drehbuch basiert auf dem Bühnenstück The Great Divide von William Vaughn Moody.

## Handlung
Allein und schutzlos in einer abgelegenen Hütte in der Wildnis wird Ruth Jordan von drei betrunkenen Goldsuchern entdeckt, die anfangen, um sie zu feilschen. In ihrer Verzweiflung wendet sie sich an Stephen Ghent, der von den dreien noch den besten Eindruck macht, und verspricht sich ihm, wenn er sie vor den anderen rettet. Stephen gibt Shorty eine Kette aus Goldnuggets und schlägt Dutch bewusstlos. Dann schickt Stephen die beiden fort und nimmt Ruth mit in die nächste Stadt, wo er sie zwingt, ihn zu heiraten.
Während des dreitägigen Ritts durch die Wüste zu Stephens Goldmine erfährt die idealistische Ruth, dass er ein Mann mit rauen Leidenschaften ist. Ruth wird von ihrem Bruder aufgespürt und kehrt mit ihm zu seiner Ranch zurück. Stephen hat sich mittlerweile in Ruth verliebt und will sie zurückholen, aber sie weigert sich, mit ihm wegzugehen und wird schwer krank. Stephen reitet in ein entferntes Dorf und holt den Arzt Dr. Newbury. Auf dem Rückweg stürzt das Pferd des Doktors und Stephen gibt ihm sein Reittier und begibt sich damit in große Gefahr durch eine Flut. Ruth bekommt einen Sohn und als sie von Stephens heldenhaftem Opfer hört, erkennt sie ihre Liebe zu ihm und sie versöhnen sich.

## Hintergrund
Im Juli 1924 wurde berichtet, dass Regisseur Reginald Barker und Kameramann Percy Hilburn in Arizona nach Drehorten suchten.
Cedric Gibbons oblag die künstlerische Leitung.
Da keine Kopien der acht Filmrollen existieren, gilt der Film als verschollen.

## Veröffentlichung
Die Premiere des Films fand am 8. Februar 1925 in New York statt. 1926 kam er im Deutschen Reich in die Kinos. Er wurde auch unter dem Titel Seine erkaufte Frau gezeigt.

## Kritiken
Mordaunt Hall von der The New York Times befand, der Film sei unterhaltsam, wenn auch nicht besonders mitreißend. Das Tempo der Geschichte sei manchmal zu langsam, und Regisseur Reginald Barker habe die Sache nicht gerade verbessert, indem er sich hier und da zu sehr auf eine beliebte Komödie-Situation konzentrierte. Er zeige auch eine ausgeprägte Vorliebe dafür, seine Figuren in Szenen mit malerischen Hintergründen der Wüste von Arizona zu postieren.
Charles S. Sewell lobte dagegen den Film im Magazin Moving Picture World als exzellente Adaption des Bühnenstücks. Reginald Barker habe eine Produktion geschaffen, die in jeder Hinsicht ausgezeichnet und vor allem wegen der großartigen Hintergründe bemerkenswert sei. Ein Großteil der Handlung spiele sich im Grand Canyon von Arizona ab, und diese Szenen wurden in dieser erhabenen Umgebung gedreht. Doch die Schönheit der Hintergründe trübe nicht die Kraft der Geschichte, die durchweg fesselnd und unterhaltsam sei. Die Geschichte sei gut aufgebaut und das Interesse werde spannend aufrechterhalten, während der Zuschauer den scheinbar aussichtslosen Kampf des Helden um die Liebe des Mädchens verfolge.